# Fryzura intymna
Fryzura intymna – określenie wyglądu owłosienia łonowego poddanego zabiegom fryzjerskim, zwykle zgodnie z wymogami mody. Najwcześniejsze informacje dotyczące usuwania przez kobiety włosów z miejsc intymnych pochodzą już ze starożytności (Indie). W czasach współczesnych moda na pielęgnację owłosienia łonowego pojawiła się po upowszechnieniu kostiumu kąpielowego bikini. Najczęstszym zabiegiem stosowanych przez kobiety jest całkowita depilacja łona, warg sromowych i okolic odbytu, zwana depilacją brazylijską. Większość kobiet i mężczyzn preferuje okolice intymne zupełnie pozbawione włosów. Większość kobiet deklaruje iż regularnie pozbywa się włosów z okolic intymnych, najczęściej depilując je przy pomocy gorącego wosku, rzadziej goląc włosy maszynką.

## Style
Wyróżnia się kilka popularniejszych fryzur intymnych:
- Styl brazylijski (depilacja brazylijska) – polega na całkowitym usunięciu owłosienia z okolic intymnych pozostawiając gładką skórę.
- Styl francuski – depilacja warg sromowych, lecz z pozostawieniem drobnego paska lub kępki włosów na łonie powyżej łechtaczki. W efekcie często chodzi o przedłużenie linii stykających się warg sromowych z podkreśleniem jej.
- Styl amerykański – przystrzyżenie (równomierne skrócenie) włosów na wargach sromowych i łonie.

Czasami depilację brazylijską opisuje się jako pozostawiającą na łonie cienki pasek krótkich włosów i depilację na gładko warg sromowych, a depilacją hollywoodzką nazywa się całkowite usunięcie owłosienia z okolic intymnych z pozostawieniem gładkiej skóry. W takiej sytuacji często usuwa się owłosienie na stałe np. za pomocą lasera. Stosuje się także takie określenia jak pełna depilacja (ang. full waxing) czy pełna depilacja brazylijska (ang. full brazilian waxing).
|             |           |          |             |
| Amerykański | Francuski | Japoński | Brazylijski |